# Bollo (peinado)

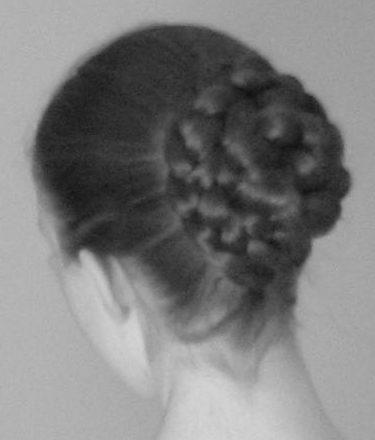
Una mujer con un bollo elaborado con trenzas entrecruzadas y ajustadas.

Un bollo es un estilo de peinado. También se le conoce como rodete en Hispanoamérica,  moño en España, chongo en México, o tomate en Chile. El cabello se recoge hacia atrás y se deja al descubierto la cara; se arregla con una trenza enroscada o sujetada con una redecilla alrededor, en la parte posterior de la cabeza. Es común que, para sujetar el cabello, se utilicen accesorios para el pelo y horquillas, ya sea ajustados o bien un tanto sueltos.
Al igual que las coletas, pueden causar dolores de cabeza si la tirantez del pelo es excesiva.

## Variables

Odango con y sin coletas.

Los bollos dobles o de coletas a menudo se llaman odango (お団子) , [3] que también es un tipo de bola de masa japonesa (generalmente llamada dango ; la o- es honorífica).
El término odango en japonés puede referirse a cualquier variedad de peinado de moño.
En China , el peinado se llama niújiǎotóu (牛角头). [4] Fue un peinado de uso común hasta principios del siglo XX, y todavía se puede ver hoy en día cuando se usa el atuendo tradicional. Este peinado difiere ligeramente del odango en que es neutral en cuanto al género; Las pinturas chinas de niños han representado con frecuencia a las niñas con cuernos de buey a juego, mientras que los niños tienen un solo moño en la espalda.
En Estados Unidos se les llama Side Buns, también conocidos como 'Space Buns', fueron una de las mayores tendencias de peinados de festivales en los 90's. Hoy en día, se han convertido en la corriente principal. En lugar de usar tintes de colores salvajes, brillantina y trenzas, se usan horquillas, cintas para el cabello o su propio cabello para una sensación más suave y cotidiana.

### Man bun

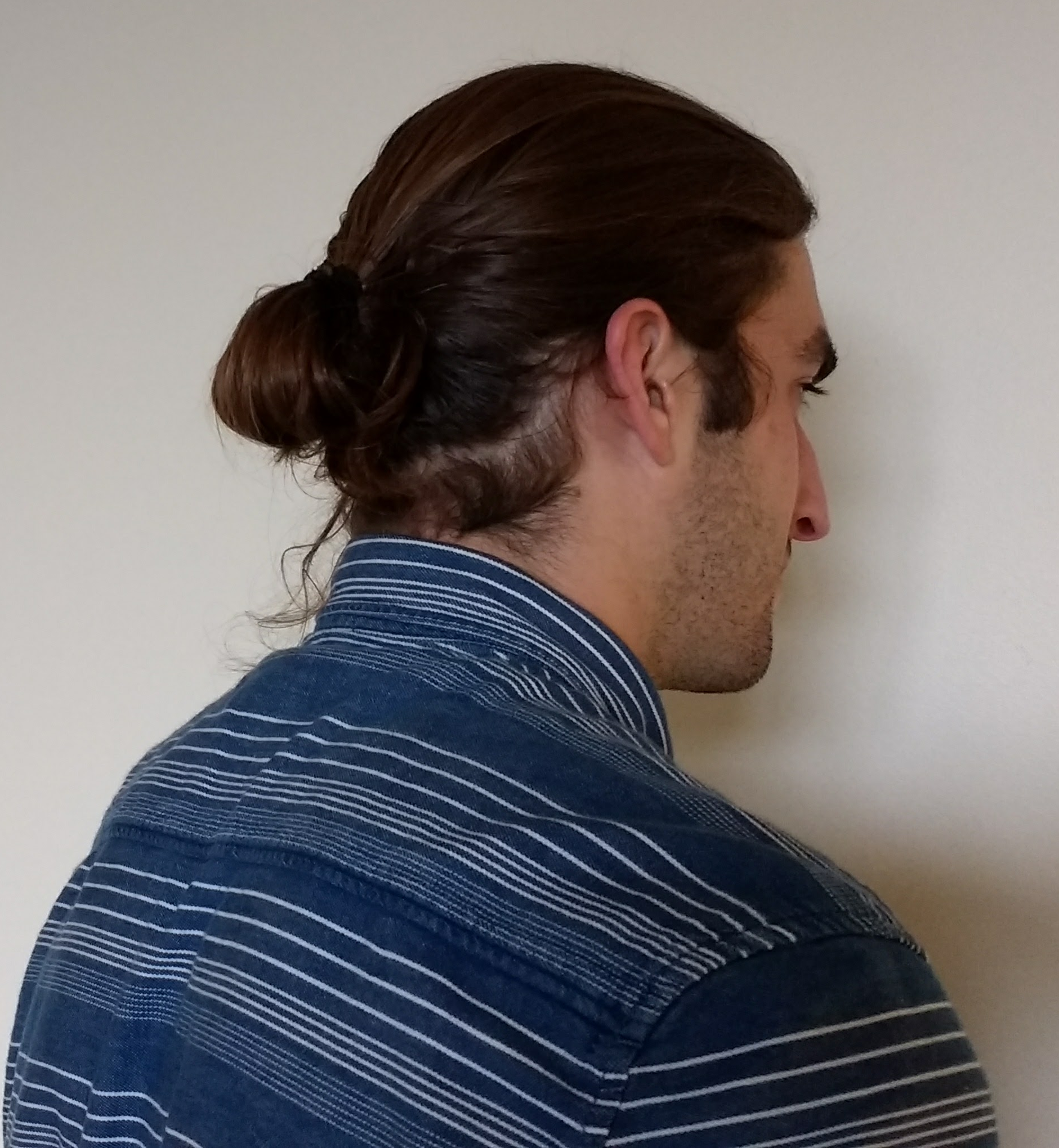
Estilo masculino del bollo o man bun

En Occidente, los varones pueden llevar el bollo o man bun (del inglés, bollo de hombre). Al igual que la contraparte femenina, el bollo puede estar a diferentes alturas de la cabeza o colgando en la nunca. Influye en el estilo la cantidad de cabello peinado, y si se combina con otros cortes como un rapado lateral o undercut. The Guardian lo describió como la versión desalineada del chonmage de los sumos ya que, típicamente, debe estar más abajo que el nudo tradicional (top knot) del sijismo y no tan suelto como una coleta. Este estilo puede estar sujeto a controversias y de acuerdo con la editorial Cambridge University Press es el peinado de hombre que más debate ha generado desde el corte mullet.
Los primeros antecedentes modernos del man bun comenzaron en 2010 con el futbolista David Beckham como uno de sus exponentes. Las primeras tendencias en búsquedas de Google aparecieron en 2013, con un aumento en 2015.  Algunas celebridades que llevaron este peinado fueron Jared Leto, Joakim Noah, Chris Hemsworth, Leonardo DiCaprio y Orlando Bloom.

## Enlace
- Wikimedia Commons alberga una categoría multimedia sobre Bollo.

- Datos: Q15240969
- Multimedia: Bun hairstyle / Q15240969